# من بارات
من بارات هستم (به تامیلی: Bharat Ane Nenu) یک فیلم درام هندی در سبک‌ سینمای سیاسی محصول سال ۲۰۱۸ به کارگردانی کوراتالا سیوا است.  در این فیلم بازیگرانی همچون ماهش بابو، کیارا ادوانی، پراکاش راج، آر.ساراتکومار، آمانی، دواراج، پوسانی کریشنا مورالی، پی. راوی شانکار، رائو رامش و براماجی ایفای نقش کرده‌اند. 
این فیلم در ۲۰ آوریل ۲۰۱۸ در سینماها اکران شد. این فیلم بین ۱۸۷ تا ۲۲۵ کرور فروخت. این یک موفقیت تجاری بزرگ در گیشه بود.

## خلاصه داستان
بارات، دانشجوی دانشگاه آکسفورد است که پس از مرگ پدرش، وزیر ارشد آندرا پرادش (یونایتد آندرا پرادش) به هند بازمی‌گردد. بهارات که از فسادی که با آن مواجه می‌شود سرخورده شده است، تصمیم می‌گیرد پس از اینکه وزیر ارشد جدید شد، تغییری در سیستم ایجاد کند و در نهایت با بحث‌هایی روبه‌رو می‌شود و دشمنی ایجاد می‌کند.